# Siège de Poitiers (955)
Pour les articles homonymes, voir Bataille de Poitiers.
Le siège de Poitiers (955) fut mis par Hugues le Blanc contre Guillaume III d'Aquitaine.

## Préambule
La mort du roi de France Louis d'Outremer offrait à Hugues le Blanc une occasion nouvelle de s'emparer du trône.

Mais si sa puissance individuelle avait grandi pendant le règne de Louis IV, celles de plusieurs grands vassaux s’était accrue également. Hugues avait à redouter leur jalousie.
Le roi Otton Ier du Saint-Empire  frère de Gerberge de Saxe épouse de feu le roi de France Louis IV était disposé à défendre les droits de son neveu. Le duc de France promis que le fils du roi de France entrerait en possession du royaume de France.
Lothaire fut donc comme promis sacré roi de France dans l’église Saint-Remi de Reims par l’archevêque Artaud, avec l’aide du prince Hugues, de l’archevêque Brunon et des autres évêques et grands de France, de Bourgogne et d’Aquitaine.
Le nouveau roi établi sa résidence à Laon et donna en remerciement à Hugues les duchés d’Aquitaine et de Bourgogne.

## Le siège
Vers le milieu de l'année 955, Hugues voulut forcer Guillaume de Poitiers, duc héréditaire d'Aquitaine, à reconnaître sa suprématie, et probablement à lui céder une partie de ses domaines.
Il amena Lothaire en Aquitaine pour légitimer son entreprise par la présence du roi, et mit le siège devant Poitiers. 
Après deux mois d'une vive attaque et d'une résistance opiniâtre, les assiégeants avaient pris d'assaut le faubourg fortifié de Sainte-Radegonde, qui fut pillé et livré aux flammes ; mais la ville était encore intacte. 
L'église dédiée à la sainte, patronne de Poitiers, avait subi le sort du faubourg qui l'environnait. 
Un orage éclata, la foudre tomba sur la tente de Hugues et la consuma ; ce coup de tonnerre considéré comme une marque de la colère divine, causa dans l'armée une frayeur qui, dit-on, décida le duc des Francs à lever le siège. 

Frodoard prétend que cette résolution ne fut prise que par suite du manque de vivres. 
Le duc Guillaume, avec une petite armée, rôdait autour de la place, attendant une occasion favorable pour la secourir. Il crut que le moment était arrivé de faire repentir Hugues de sa tentative, il se mit à la poursuite de l'armée franque, mais celle-ci fit volte-face, et reçut avec vigueur l'attaque des Aquitains. 
Ceux-ci, surpris de cette résistance inattendue, éprouvèrent une défaite sanglante et prirent la fuite. 
Guillaume put à peine s'échapper avec un petit nombre de soldats.